# Fernanda Lima
Fernanda Cama Pereira Lima (Porto Alegre, Río Grande del Sur, 25 de junio de 1977) es una modelo, actriz y presentadora de televisión brasileña.

## Filmografía

### Novelas

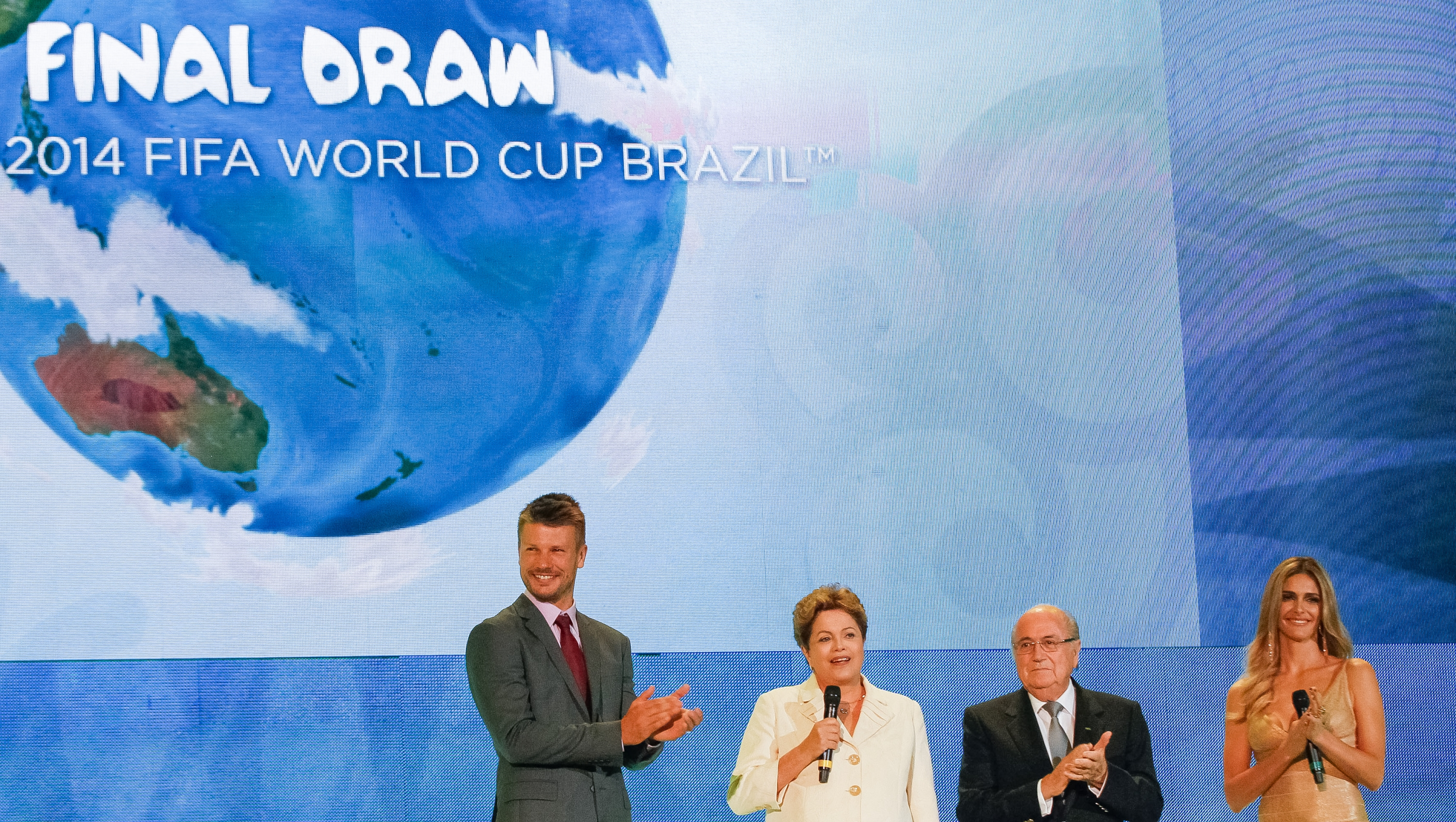
Rodrigo Hilbert, Dilma Rousseff, Joseph Blatter y Fernanda Lima, en el sorteo de la Copa del Mundo FIFA de 2014.

| Año  | Título            | Personaje                                 |
| ---- | ----------------- | ----------------------------------------- |
| 2002 | Desejos de Mulher | Ankita                                    |
| 2005 | Bang Bang         | Ann Diana Bullock Silver                  |
| 2006 | Pé na Jaca        | Maria Botelho Maria Bô Bulhões Lancelotti |
| 2008 | Beleza Pura       | ella misma                                |
| 2013 | Sangue Bom        | ella misma                                |

### Películas
| Año  | Título                                   | Personaje          |
| ---- | ---------------------------------------- | ------------------ |
| 2003 | Stuck on You                             | Susie              |
| 2004 | Didi quer ser criança                    | Sandrinha (adulta) |
| 2004 | A Dona da História                       | Maria Helena       |
| 2004 | Cine Gibi                                | ella misma         |
| 2008 | Maria Ninguém                            | Brigitte Bardot    |
| 2009 | Flordelis - basta uma palavra para mudar | Bianca             |

### Televisión

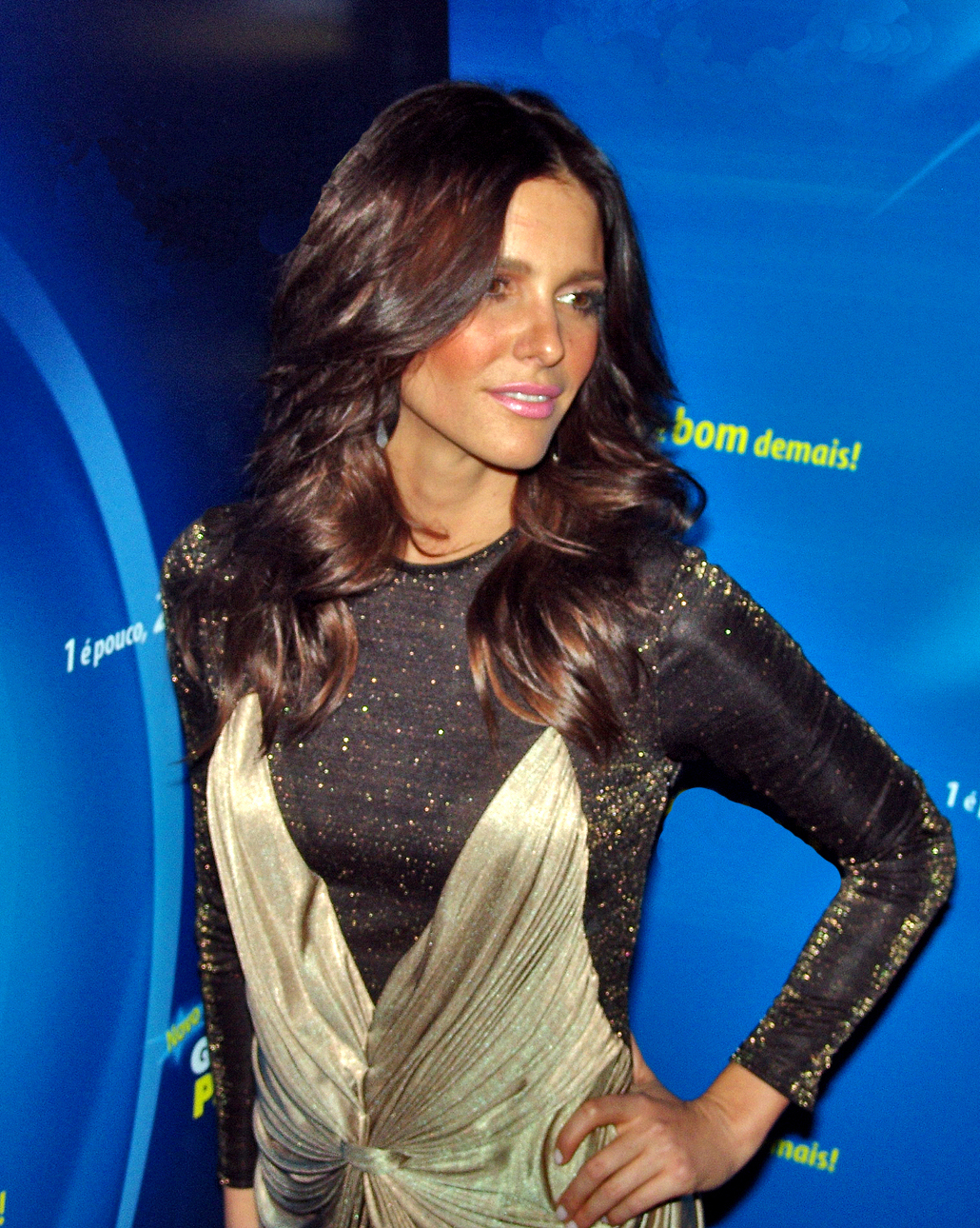
Fernanda Lima en 2007.

| Año  | Título              | Periodo          | Canal      |
| ---- | ------------------- | ---------------- | ---------- |
| 1999 | Interligado         | 1999-2000        | RedeTV!    |
| 2000 | Mochilão MTV        | 2000-2003        | MTV Brasil |
| 2000 | Fica Comigo         | 2000-2003        | MTV Brasil |
| 2000 | Verão MTV           | 2000-2003        | MTV Brasil |
| 2005 | Video Game          | 2005-2007 - 2008 | Rede Globo |
| 2006 | Por Toda Minha Vida | 2006-2011        | Rede Globo |
| 2007 | Fantástico          | 2007-2009        | Rede Globo |
| 2009 | Amor & Sexo         | 2009-2013        | Rede Globo |
| 2014 | SuperStar           | 2014             | Rede Globo |